# Aulonocara kandeense
Aulonocara kandeense è una specie di pesci della famiglia dei Ciclidi. È endemica del Malawi. Il suo habitat naturale sono i laghi di acqua dolce.